# Vierseenblick
Koordinaten: 50° 14′ 47″ N, 7° 34′ 16″ O

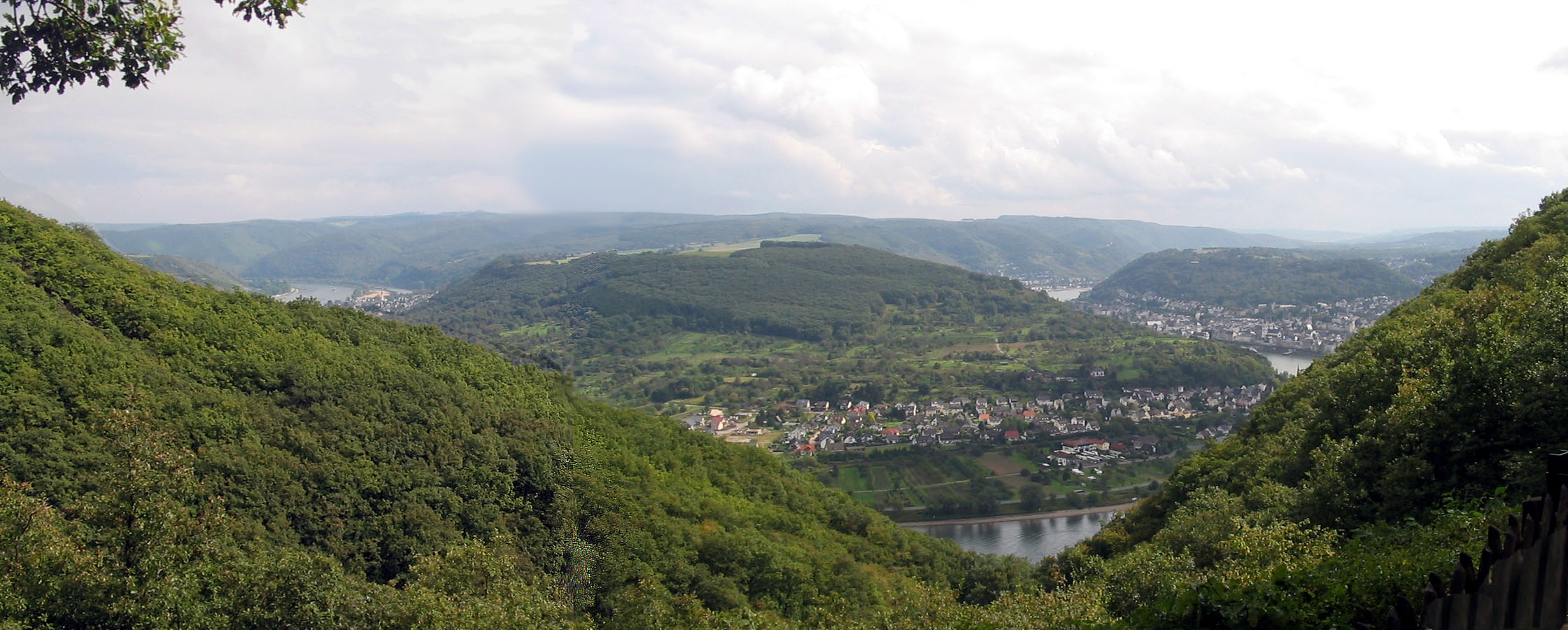
Der „Vierseenblick“ bei Boppard

Der Vierseenblick ist ein 273 m hoher Aussichtspunkt oberhalb der Stadt Boppard im Rhein-Hunsrück-Kreis in Rheinland-Pfalz. Er liegt westlich der Weinlage Bopparder Hamm am Mittelrhein im UNESCO-Welterbe Oberes Mittelrheintal. Unterhalb des Aussichtspunktes befindet sich
- das Gedeonseck, das nach dem Dichter und Theologen Gedeon von der Heide im 19. Jahrhundert benannt ist. Dieser soll sich gerne dort aufgehalten haben. Heute befindet sich dort eine Gaststätte mit Panoramaterrasse, von der aus die gesamte Rheinschleife von Boppard übersehen werden kann.
- der Endpunkt der Sesselbahn Boppard.

Am Aussichtspunkt Vierseenblick überschneiden sich perspektivisch Schieferhänge und Rheinschleife so, dass der optisch täuschende Eindruck entsteht, es handele sich um vier einzelne Seen.
Der Aussichtspunkt kann erwandert oder über das Mühltal und eine schmale Straße mit dem Auto erreicht werden.